# Зоряний шлях: Пікар (сезон 3)
Третій і останній сезон американського телесеріалу «Зоряний шлях: Пікар» показує Жана-Люка Пікара в 2401 році, коли він возз'єднується з колишнім екіпажем «USS Enterprise» (Джорді Лафорж, Ворф, Вільям Райкер, Беверлі Крашер, Діана Трой і Дейта), маючи справу із таємничим новим ворогом, який полює на сина Пікара. Виробництвом сезону займається «CBS Studios» у співпраці з «Secret Hideout», «Weed Road Pictures» і «Roddenberry Entertainment»; шоураннер -Террі Маталас.

## У ролях
| Актор             | Роль               |
| ----------------- | ------------------ |
| Патрік Стюарт     | Жан-Люк Пікар      |
| Мішель Герд       | Раффі Муск'є       |
| Джері Раян        | Сьома-з-дев'яти    |
| Брент Спайнер     | Адам Сонг          |
| Джонатан Фрейкс   | Віллі Райкер       |
| Орла Брейді       | Ларіс              |
| Ед Спелірс        | Джек Крашер        |
| Шеріл Макфадден   | Беверлі Крашер     |
| Тодд Стешвік      | Ліам Шоу           |
| Ешлі Шарп Честнат | Сідні Лафорж       |
| Джозеф Лі         | Лейтенант Мура     |
| Джин Малей        | Енсін Есмар        |
| Емі Ергарт        | комп'ютер "Титана" |

## Епізоди
| № п/п | № в сезоні | Назва                                      | Режисер          | Сценарист                     | Оригінальний показ | Оригінальний показ українською | Код            | Рейтинг        |
| --- | ---------- | ------------------------------------------ | ---------------- | ----------------------------- | ------------------ | ------------------------------ | -------------- | -------------- |
| 1 | 21         | «The Next Generation» «Наступне покоління» | Даг Аарніокоскі  | [ Террі Маталас               | 16 лютого 2023     | Буде оголошено                 | Буде оголошено | Буде визначено |
| У 25 столітті на доктора Беверлі Крашер та її сина Джека напали на борту «SS Eleos». Беверлі поранена та надсилає екстрене повідомлення своєму колишньому капітану Зоряного флоту, відставному адміралу Жану-Люку Пікару. Пікар і його теперішнє кохання, Ларіс, планують поїздку до Чалтока-IV, коли він отримує повідомлення, і вона заохочує його піти. Беверлі сказала Пікару не залучати Зоряний флот, тому він йде до свого колишнього першого офіцера, капітана Вільяма Райкера. Райкер і Пікар влаштовують несподівану інспекцію «USS Titan-A», наступника колишнього корабля Райкера, плануючи переконати свого капітана Ліама Шоу піти до Беверлі, не повідомляючи чому. Шоу відмовляється, але його першим офіцером стає друг Пікара Сьома-з-Дев'яти, яка ігнорує накази Шоу та змінює курс «Титана». На M'talas-Prime офіцер розвідки Зоряного флоту Раффі Музікер шукає викрадений портальний пристрій, який, як побоюється її таємничий менеджер, буде використано в терористичній атаці; їй не вдається знайти пристрій, перш ніж він буде використаний для знищення об'єкта Зоряного Флоту. Пікар і Райкер сідають на корабель «Елеос» і знаходять Беверлі в стазисі. Вони зустрічають Джека, коли з'являється великий корабель. |            |                                            |                  |                               |                    |                                |                |                |
| 2 | 22         | «Disengage» «Відключити»                   | Даг Аарніокоскі  | Сін Третта, Крістофер Монфетт | 23 лютого 2023     | Буде оголошено                 | Буде оголошено | Буде визначено |
| Пікар зупиняє великий корабель «Шрайк» від транспортування Джека з «Елеоса». Але потім захоплює сам «Елеос» за допомогою притягуючого променя. Сьома переконує Шоу втрутитися, і Беверлі транспортують до медичного відділення «Титана», а Пікара, Райкера та Джека доставляють на міст. Капітан «Сорокопуда», мисливець за головами на ім'я Вадік, розповідає, що Джек — міжгалактичний злочинець, за голову якого призначена велика винагорода. Шоу заарештовує Джека і має намір видати його, щоб врятувати команду, незважаючи на протести Пікара та Райкера. Джек тікає з-під варти і намагається перенести себе на Шрайк — намагаючись врятувати свою матір, але Райкер допомагає Беверлі піднятися на міст. Коли Пікар бачить її, він розуміє, що Джек — його син від короткого стосунку з Беверлі десятиліттями тому. Знаючи, що Пікар не віддасть свого сина, Шоу наказує «Титану» зайти в сусідню туманність, а Вадік кидається в погоню. Керівник Раффі наказує їй припинити розслідування нападу, але вона зустрічається з ференгійським злочинцем Снідом у надії знайти винних. Снід ледь не вбиває її, але сам був убитий зв'язковим Раффі Ворфом. |            |                                            |                  |                               |                    |                                |                |                |
| 3 | 23         | «Seventeen Seconds» «Сімнадцять секунд»    | Джонатан Фрейкс  | Джейн Магс; Сінді Еппл        | 2 березня 2023     | Буде оголошено                 | Буде оголошено | Буде визначено |
| Шрайк атакує «Титан», поранивши Шоу, який передає командування Райкеру. Беверлі пояснює, що не розповідала Пікару про Джека, щоб уберегти їхнього сина від замахів. «Титан» намагається втекти з туманності, але його загнав у кут Шрайк за допомогою технології порталу. Пікар радить Райкеру заманити Шрайка в пастку. Але Райкер хоче втекти та віддає перевагу порятунку екіпажу. Джек і Сьома приходять до висновку, що Вадік стежить за витоком газу на «Титані», і знаходять енсіна, який саботує корабель. Виявляється, що він метаморф, і уникає їхньої уваги. Використовуючи вантажне судно «La Sirena», Раффі та Ворф захоплюють злочинця, якого вони вважають відповідальним за напад на М'талас Прайм. Вони виявляють, що він також є метаморфом, частиною групи, яка бореться з Федерацією після закінчення Війни Домініону, і розуміють, що напад був лише відволіканням. Переконаний Пікаром, що вони дають відсіч, Райкер стріляє по «Сорокопуду». Їхня зброя перенаправляється назад на них за допомогою порталу, і «Титан» отримує серйозні пошкодження. Рікер звинувачує Пікара та наказує йому покинути міст, коли вони дрейфують до гравітаційної аномалії в туманності. |            |                                            |                  |                               |                    |                                |                |                |
| 4 | 24         | «No Win Scenario» «Сценарій без виграшу»   | Джонатан Фрейкс  | Террі Маталас; Шон Третта     | 9 березня 2023     | Буде оголошено                 | Буде оголошено | Буде визначено |
| Вадік, яка є метаморфом, зв'язується зі своїм начальником і отримує наказ переслідувати «Титан» будь -якою ціною; для цього в туманності потрібно відключити технологію порталу. Оскільки на «Титані» залишилося лише кілька годин потужності, Райкер визнає, що Пікар мав рацію, і пропонує провести останні хвилини, спілкуючись із Джеком. У голодеці Пікар і Джек розповідають один одному про свої пригоди, але до них приєднується Шоу. Він з гіркотою розповідає про свій досвід роботи інженером Зоряного Флоту під час Битви при Вольфі-359 , коли Пікар був асимільований Боргом і атакував Федерацію. Райкер, Беверлі та Пікар створюють ризикований план використання енергетичного імпульсу від туманності для перезарядки систем корабля. Шоу та Сьома допомагають їм досягти успіху, а Сьома виявляє та вбиває самозванця-метаморфа. «Титан» завдає шкоди Шрайку на шляху з туманності, де тепер багато медуз, схожих на космічних істот. Коли вони відходять, Пікар розуміє, що ненадовго зустрічався з Джеком п'ять років тому і ненавмисно відхилив його спробу зв'язатися. На самоті Джек відчуває яскраві галюцинації зруйнованого світу та голос, який говорить «знайди мене».. |            |                                            |                  |                               |                    |                                |                |                |
| 5 | 25         | «Imposters» «Самозванці»                   | Ден Лю           | Сінді Аппель; Кріс Деррік     | 16 березня 2023    | Буде оголошено                 | Буде оголошено | Буде визначено |
| Видіння Джека показують, як він вбиває команду. Райкер повертає командування «Титаном» Шоу, який зв'язується із Зоряним флотом. «USS Intrepid» прибуває, щоб заарештувати Пікара та Райкера. Командиром, який очолює абордаж «Intrepid», є Ро Ларен, який зрадив Зоряний Флот багато років тому, перейшовши на бік противника, але повернулася після її ув'язнення. Беверлі проводить розтин метаморфа, виявляючи, що вони еволюціонували, щоб уникати сканерів тіла, і повідомляє про це Пікара, але Ро змушує його потрапити на голодек. Ро підозрює, що змова метаморфів скомпрометувала найвищі рівні Зоряного флоту; Пікард розуміє, що все ще довіряє їй. Вони миряться, перш ніж Ро віддає Пікару свою баджорську сережку. Ро керує своїм шатлом, але диверсанти-метаморфи підкладають бомбу на борт, змусивши її повернути на «Intrepid», пожертвувавши собою. Диверсанти намагаються вийти з Джека, але його бачення змушують застрелити їх. Пікар і Райкер розуміють, що сережка містить дані, зібрані Ро, і комунікатор. Ворф і Раффі продовжують розслідування нападу, знаходячи вулканця-злочинця Крінна. Ворф вбиває поплічників Крінна, змушуючи його надати важливу інформацію про атаку. Ворф зв'язується з Пікаром і Райкером через сережку Ро, коли «Титан» тікає з «Intrepid». Джек зізнається Беверлі у своїх видіннях. |            |                                            |                  |                               |                    |                                |                |                |
| 6 | 26         | «The Bounty» «Баунті»                      | Ден Лю           | Крістофер Монфетт             | 23 березня 2023    | Буде оголошено                 | Буде оголошено | Буде визначено |
| Ворф і Раффі сідають на «Титан» й разом з екіпажем розробляють та виконують план проникнення на станцію Дейстрома. «Титан» змушений тікати після прибуття кораблів Зоряного флоту. Пікар шукає допомоги у Джорді Лафоржа, свого колишнього головного інженера, а тепер коммодора, який відповідає за музей Зоряного флоту, він працює над секретним проектом. Виїзна команда стикається з версією професора Моріарті та виявляє, що андроїд типу Сунга, який містить спогади Дейти, Б-4 , Лала, Лора та Алтана Сунга, знаходиться в центрі Дейстрома, а також містить базу даних проєктів — які вони шукають. Оснащений клінгонський маскувальний пристрій, викрадений Джеком (який, очевидно, страждає від синдрому Ірумода, старого неврологічного захворювання Пікара) і доньками Лафоржа Сідні та Аландрою, екіпаж повертається до Дейстрома, де вони повертають виїзну команду (мінус Райкер, який був захоплений), разом із андроїдом. Пікар розмовляє з андроїдом Дейстром і йому вдається пробудити особистість Дейти. Дані показують, що метаморфи вкрали оригінальне мертве органічне тіло Пікара. Райкера доставляють на борт «Шрайка», де він возз'єднується зі своєю дружиною Дінною Трой, яку також викрала Вадік. |            |                                            |                  |                               |                    |                                |                |                |
| 7 | 27         | «Dominion» «Домініон»                      | Дебора Кампмайєр | Джейн Меггс                   | 30 березня 2023    | Буде оголошено                 | Буде оголошено | Буде визначено |
| «Титан» ховається серед кораблетрощі у бойовому просторі Чін'тока. Сьома намагається зв'язатися зі своїм колишнім напарником Тувоком. Респондент проходить перший тест на довіру Сьомої, але провалює другий, виявляючи себе метаморфом і залишаючи долю справжнього Тувока неоднозначною. Поки Ворф і Раффі вирушають на чергову розвідувальну місію, Пікар, Джорді та Беверлі обговорюють інтерес метаморфів до Джека, а також крадіжку оригінального тіла Пікара. Жан-Люк припускає, що метаморфи хочуть створити його ідеальну копію, щоб націлити на святкування річниці Зоряного Флоту. Джорді працює проти особистості Лора, щоб відновити домінування Дейти над розумом андроїда. Поки особистості Дейти та Лора борються за контроль, Дейті вдається виявити, що первинний діагноз Пікара «синдром Ірумоді» викликає сумніви. На борту «Сорокопуда» Вадік повідомляє своєму таємничому керівнику, що вона не може зламати Райкера та Троя. Пікар розробляє та реалізує план захоплення Вадік і її команди на «Титані» за допомогою силових полів, використовуючи Джека, який застосовує телепатію, та Сідні — як приманку. Пікар і Беверлі допитуют Вадіка в пастці. Вона розповідає, що була однією з десяти метаморфів, яких Зоряний Флот невпинно досліджував та експериментував, щоб створити породу супершпигунів. Після їхньої втечі вона поклялася помститися і сформувала групу метаморфів-вигнанців, прийнявши форму свого мучителя. Беверлі підтверджує існування експериментів; Пікар розуміє, що має вбити Вадік, але Джорді не вдається вчасно оживити Дейту, щоб не дати Лорі захопити комп'ютери «Титана» та вивести з ладу силові поля. Вадік та її підлеглі вислазають та займають штурмом місток «Титана» й захоплюють Сьому, Шоу та решту екіпажу містка в заручники. Вадік кличе Джека і запрошує його на міст, кажучи, що знає його справжню природу. |            |                                            |                  |                               |                    |                                |                |                |
| 8 | 28         | «Surrender» «Капітуляція»                  | Дебора Кампмайєр | Метт Окумура                  | 6 квітня 2023      | Буде оголошено                 | Буде оголошено | Буде визначено |
| Вадік блокує всі системи на борту «Титана» від екіпажу. Вона погрожує стратити екіпаж, якщо Джек не здасться — що він і робить після того, як Вадік вбиває лейтенанта. Особистість Дейти розриває перегородку від Лора, і, розуміючи, що він може подолати опір, віддає свої спогади. Які поглинають Лора та дозволяють Дейті повністю контролювати синтетичне тіло. Решта членів екіпажу біжать до ядра комп'ютера, щоб підключити дані до систем «Титана», які він перепрограмує, щоб захистити Джека та звільнити місток, убивши Вадік. На борту «Шрайка» Ворф і Раффі рятують Райкера та Троя, які провели більшу частину свого ув'язнення, обговорюючи свої сімейні проблеми. Вони знаходять тіло Пікара і виявляють, що метаморфи видалили його частини тім'яної ділянки — особливо тих, хто ймовірно інфікований синдромом Ірумоді. Після завантаження бази даних «Шрайка» група переміщається на «Титан». Об'єднаний екіпаж корабля «USS Enterprise-D» збирається в конференц-залі «Титана», щоб обговорити подальші дії. До Дня Рубежа залишаються лічені години, а повний обсяг плану метаморфів досі невідомий. Трой зустрічається з Джеком і заохочує його протистояти своєму страху та пройти червоні двері, які він бачить у своєму видінні. |            |                                            |                  |                               |                    |                                |                |                |
| 9 | 29         | «Võx» «Голос»                              | Террі Маталас    | Шон Третта; Кайлі Россеттер   | 13 квітня 2023     | Буде оголошено                 | Буде оголошено | Буде визначено |
| Трой дізнається, що Джек пов'язаний із Боргом, джерелом усіх голосів, які він чує. Беверлі усвідомлює, що передбачуваний синдром Ірумоді у Пікара насправді був невиявленою органічною технологією Борга, імплантованою йому, коли він став Локутусом (тому усе ще міг чути Колектив після порятунку) — і що ця технологія була передана Джеку. Нажаханий Джек тікає з «Титана» на човнику, незважаючи на спроби Пікара зупинити його. Керуючись своїм зв'язком із Колективом, Джек знаходить Куб Борга та сідає на нього, маючи намір убити Королеву. Однак, зіткнувшись з Королевою, Джек потрапляє під її вплив і дозволяє себе асимілювати. «Титан» відбуває на святкування річниці Зоряного Флоту біля Землі. Дейта, Джорді та Беверлі виявляють, що метаморфи викрали труп Пікара, щоб забрати тім'яну долю та скопіювати його ДНК, змінену Боргом — яку потім вставили в транспортні системи всіх кораблів Зоряного Флоту, зараження будь-якого персоналу, лобова кора якого все ще розвивається (у людей до 25 років). Пікар інформує адмірала флоту Шелбі про розвиток подій, але надто пізно — оскільки Борг використовує Джека, щоб ініціювати асиміляцію наймолодших членів Зоряного флоту, включаючи дочок Джорді. Асимільована молодь Зоряного флоту вбиває Шелбі та захоплює контроль над усім флотом. Шоу жертвує собою, щоб виграти для Пікара та інших час, щоб втекти від «Титана». Перед смертю Шоу передає командування Сьомі, яка залишається на борту «Титана» з Раффі. Пікар і його колишній екіпаж прямують до музею Зоряного флоту. Там Джорді розповідає, що він таємно відновив «Ентерпрайз-D» після його знищення — зараз це єдине діюче судно Зоряного флоту, яке не контролюється Боргом. Стара команда «Ентерпрайза» повертається до служби, щоб врятувати Федерацію.                                                                               |            |                                            |                  |                               |                    |                                |                |                |
| 10 | 30         | «The Last Generation» «Останнє покоління»  | Террі Маталас    | Террі Маталас                 | 20 квітня 2023     | Буде оголошено                 | Буде оголошено | Буде визначено |
| Пікар і команда «Ентерпрайза» знаходять куб Борга, що ховається в хмарах Юпітера. Сьома звільняє «Титан» від асимільованої команди та вступає в бій з флотом. Ворф і Райкер проникають у Куб, а Пікар підключається до розуму вулика, щоб врятувати Джека від впливу Королеви. Королева розповідає — після того, як патогенна атака Кетрін Джейнвей знищила Борг, залишки Колективу уклали угоду з ренегатами-метаморфами, щоб знищити Зоряний Флот зсередини. Вона також розкриває свій намір — використати щойно асимільовану молодь Зоряного Флоту для виведення нового покоління Боргів, які знищать усе інше життя. Асимільований флот виводить «Титана» з ладу, руйнує планетарні щити Землі та починає націлюватися на великі міста. «Ентерпрайз» знаходить маяк, що передає командний сигнал Джека, і знищує його, викликаючи ланцюгову реакцію, Пікару вдається звільнити Джека від впливу королеви. «Ентерпрайз» телепортує Ворфа, Райкера, Пікара та Джека і втікає з Куба, що вибухнув. Після знищення корабля Борга та королеви асимільований персонал Зоряного флоту повертається до нормального життя. Пікар та команда помилувані Зоряним флотом, тоді як «Ентерпрайз» повертається до Музею флоту. Крашер модифікує транспортери, щоб видалити ДНК Борга та викрити решту прониклих метаморфів. За посмертною рекомендацією Шоу Тувок присвоює Сьомій звання капітана. Рік потому команда згадує за напоями та грою в покер події. «Титан» перейменовано на «USS Enterprise-G», капітан якого тепер — Сьома, Раффі — перший офіцер. Джек тепер енсін Зоряного флоту, — спеціальний радник капітана. Джека відвідує Q, який каже, що випробування для Джека щойно почалися. |            |                                            |                  |                               |                    |                                |                |                |